# Districtul Aïn El Turk
Aïn El Turk este un district din provincia Oran, Algeria.